# Новый Чультем
Новый Чультем — деревня в Завьяловском районе Удмуртии, входит в состав Каменского сельского поселения.

## География
Деревня находится на расстоянии 10 км к югу от города Ижевск, столицы республики, и 7 км к западу от Завьялово, административного центра района. 

### Часовой пояс
Деревня Новый Чультем, как и вся Удмуртская Республика, находится в часовой зоне МСК+1. Смещение применяемого времени относительно UTC составляет +4:00.

## Население
| 2010 | 2012 |
| ---- | ---- |
| 104  | ↗114 |

## Улицы
В деревне имеются две улицы: Дачная и Центральная.